# Orin Jannings
Pour les articles homonymes, voir Jannings et Orin (homonymie).
Orin Jannings est un scénariste et producteur américain, né le 18 mars 1912 et mort le 24 octobre 1966  à Los Angeles (Californie). 

## Biographie
Orin Jannings fut également dialoguiste d'un film français, en 1956, L'Homme et l'Enfant de Raoul André, avec Eddie Constantine.

## Filmographie

### comme scénariste
- 1949 : Cinq Millions dans une poubelle (Mr. Soft Touch) de Gordon Douglas et Henry Levin
- 1951 : Les Amants de l'enfer (Force of Arms) de Michael Curtiz
- 1953 : She's Back on Broadway de Gordon Douglas
- 1958 : Le Temps d'aimer et le Temps de mourir (A Time to Love and a Time to Die) de Douglas Sirk
- 1959 : The Gene Krupa Story de Don Weis

### comme producteur
- 1959 : The Gene Krupa Story de Don Weis